# Manuel Fraga Iribarne
Manuel Fraga Iribarne (23. listopadu 1922 Villalba, Lugo, Galicie – 15. ledna 2012 Madrid) byl španělský a galicijský politik.

## Život

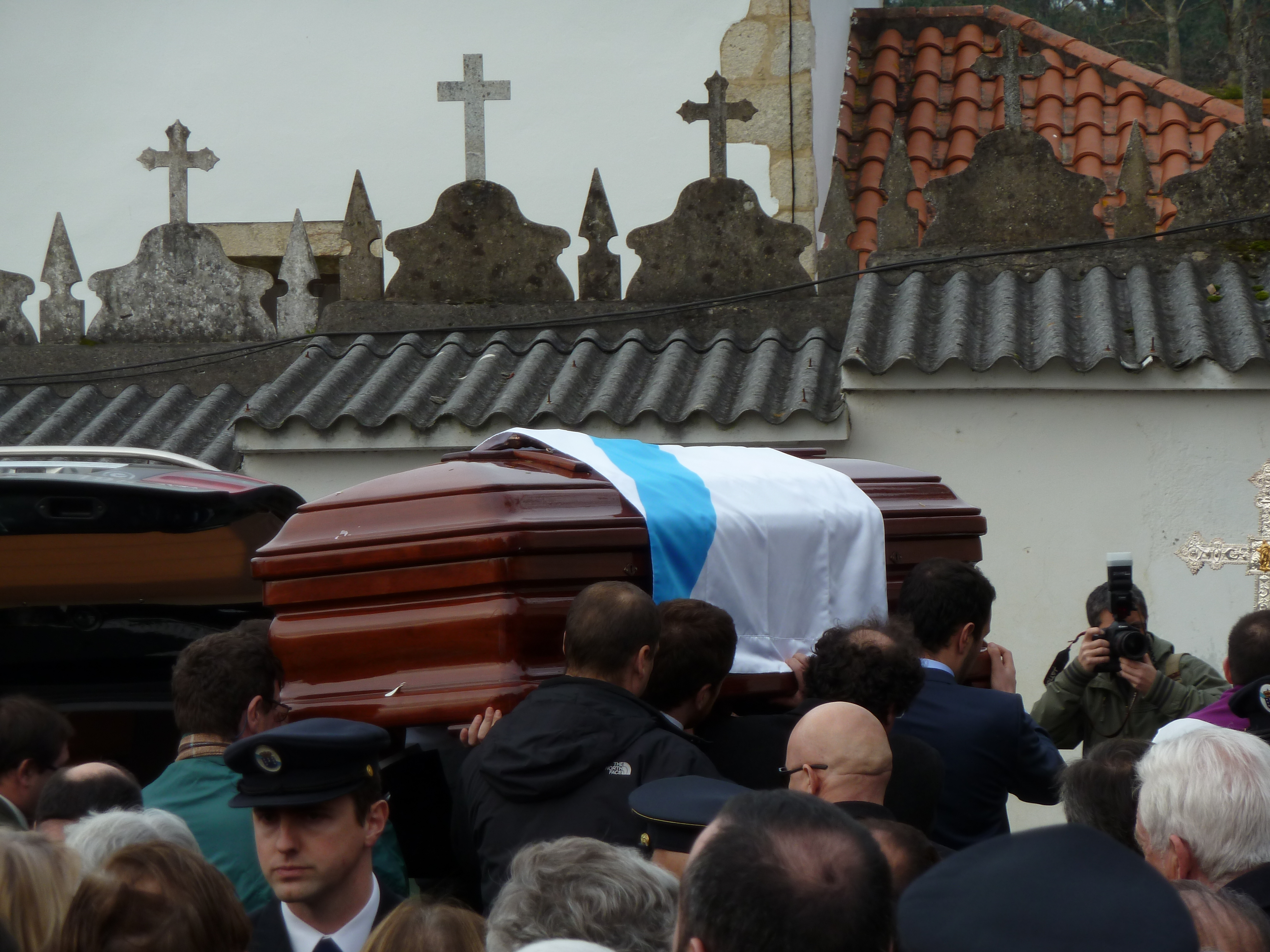
Pohřeb Manuela Fragy

Baskické příjmení Iribarne měl po baskicko-francouzské matce. Vystudoval právo na univerzitách v Santiagu de Compostela a na Complutense v Madridu (1944). V době své smrti byl vdovcem a měl 5 dětí.
Jeho politická kariéra započala v roce 1951, během diktatury generála Franka. Stal se ministrem informací a turismu frankistické vlády v letech 1962–1969. Šlo o věrného stoupence diktatury, pokoušel se ji však otevřít a částečně uvolnit; zmírnil například zákon o cenzuře (tzv. Ley Fraga) a pod heslem „Spain is different“ se mu podařilo otevřít Španělsko turismu. Příjmy z cestovního ruchu se staly záchranou uzavřeného španělského hospodářství. Zároveň se však podílel na procesech proti politickým vězňům, jejichž nejznámější obětí byl Julián Grimau; jeho zastřelení roku 1963 odsoudil dokonce papež Jan XXIII.
Na počátku 70. let dočasně opustil politiku a stal se ředitelem pivovaru El Águila, roku 1973 byl jmenován velvyslancem v Londýně. Bezprostředně po Frankově smrti (prosinec 1975 – červenec 1976) se stal místopředsedou vlády a ministrem vnitra, ve vládě C. A. Navarra. Po přechodu k demokracii se stal zakladatelem konzervativní Demokratické reformy, zárodku pozdější Alianza Popular, která se po svém rozpadu v roce 1989 transformovala v současnou Partido Popular, hlavní pravicovou stranu Španělska. Jde také o jednoho z tzv. otců současné španělské ústavy z roku 1978. Roku 1982 se postavil proti puči 23-F. V 80. letech byl lídrem opozice proti sociálně-demokratické vládě Felipe Gonzáleze. V letech 1990 až 2005 vykonával funkci předsedy autonomní vlády Galicie, odkud (stejně jako Franco) pocházel; zároveň byl do roku 2006 předsedou galicijské odnože Partido Popular. V roce 2005 byla tato strana poražena a předsedou galicijské Xunty se stal socialista Emilio Pérez Touriño.
Až do své smrti byl senátorem designovaným galicijským parlamentem a jedním z nejstarších aktivních politiků světa. Napsal desítky knih v kastilštině a 2 v galicijštině. Přes zcela odlišné politické postoje byl jedním z jeho dobrých přátel Fidel Castro, který má rovněž kořeny v Galicii.

## Vyznamenání
- velkokříž Řádu Cisnerosova, Španělsko, 1. dubna 1959[2]
- velkokříž Řádu za občanské zásluhy, Španělsko, 1. dubna 1961[2]
- velkokříž Řádu svatého Rajmunda z Peñafortu, Španělsko, 1963[2]
- velkokříž Řádu prince Jindřicha, Portugalsko, 16. března 1964[2][3]
- velkokříž Řádu Isabely Katolické, Španělsko, 1. dubna 1964[2]
- velkokříž s bílým odznakem Námořního záslužného kříže, Španělsko, 4. ledna 1965[4]
- velkokříž s bílým odznakem Vojenského záslužného kříže, Španělsko, 17. července 1966[2]
- velkokříž s bílým odznakem Leteckého záslužného kříže, Španělsko, 18. července 1966[2]
- velkokříž Občanského řádu za zásluhy o zemědělství, rybolov a potraviny, Španělsko, 17. července 1968[5]
- velký záslužný kříž s hvězdou a šerpou Záslužného řádu Spolkové republiky Německo, Německo, 1969
- rytíř velkokříže Řádu Karla III., Španělsko, 29. října 1969[6]
- velkokříž Řádu Alfonse X. Moudrého, Španělsko, 29. září 1973
- velkokříž Řádu Kristova, Portugalsko, 23. listopadu 1992[2][3]
- velkokříž Norského královského řádu za zásluhy, Norsko, 1995
- velkokříž Řádu svatého Jakuba od meče, Portugalsko, 23. srpna 1996[3]
- Zlatá medaile za pracovní zásluhy, Španělsko, 2. prosince 1996[7]
- řádový řetěz Řádu za občanské zásluhy, Španělsko, 5. prosince 2003[8]
- velkokříž Řádu Jižního kříže, Brazílie
- velkokříž Řádu Rio Branco, Brazílie
- velkokříž Národního řádu za zásluhy, Ekvádor
- Řád Quetzala, Guatemala
- velkokříž Národního řádu Juana Mory Fernándeze, Kostarika
- velkokříž Národního cedrového řádu, Libanon
- Řád Ouissam Alaouite, Maroko
- velkokříž se stříbrnou hvězdou Řádu Rubéna Daría, Nikaragua
- velkokříž Národního řádu za zásluhy, Paraguay
- velkokříž Řádu peruánského slunce, Peru
- rytíř Řádu svatého Řehoře Velikého, Vatikán
- rytíř velkokříže Řádu Božího hrobu, Vatikán
- Řád osvoboditele, Venezuela